# Блинов, Фёдор Андреевич
Фёдор Андре́евич Блино́в (20 сентября [2 октября] 1810, Николо-Погост — 5 (17) сентября 1882) — представитель нижегородских купцов-старообрядцев Блиновых (наряду с Рукавишниковыми, Сироткиными, Бугровыми); хлеботорговец, домовладелец, благотворитель, почётный гражданин Нижнего Новгорода.

## Биография
Родился 20 сентября (2 октября) 1810 года в старообрядческой крестьянской семье, ведущей род из села Николо-Погост Балахнинского уезда Нижегородской губернии (годом рождения также указывают 1813-й). Отец Андрей Блинов – бывший крепостной князя В. Н. Репнина, выкупился вместе с сыновьями в 1840-х годах. Фёдор был старшим сыном; имел братьев — Аристарха и Николая. 
Начинал купеческую деятельность с поставок хлеба в армию в период Крымской войны.
Основал Николаевский общественный банк: в 1861 году по случаю посещения Нижнего Новгорода наследником Николаем Александровичем пожертвовал 25 тысяч рублей для основания банка и был избран его директором (однако действовать банк начал только в 1864 году, когда в капитал банка добавил такую же сумму — беспроцентно, на три года — М. Г. Рукавишников),
Обзаведясь речным флотом из шести пароходов доставлял соль из Астрахани и Перми в Рыбинск, осуществляя помол в Нижнем Новгороде на собственной мельнице располагающейся на Софроновской площади. Участвовал в вердеревской афере с солью 1864—1865 годов, заключавшейся в том, что глава Нижегородской казённой палаты незаконно сбывал государственные соляные запасы через купцов. Избежав наказания, стал щедрым нижегородским жертвователем: построил богадельню, стал одним из строителей второго городского водопровода (вместе с братьями пожертвовал 125 тысяч рублей).
В 1866 году был избран городским головой огромным большинством (176 против 36), которое не было утверждено в силу секретных указов о старообрядцах от 27 мая 1820 и от 8 октября 1835 года.
В 1875 году стал гласным первого разряда Нижегородской городской думы.
В 1870-х годах переехал в Казань, начал крупную торговлю в Москве и Санкт-Петербурге. Основным продолжателем его дела стал племянник Асаф Аристархович Блинов (1861—?), к которому перешли мельницы отца и дяди. 
Фёдору Андреевичу и его братьям 29 мая 1881 года были дарованы звания почётных граждан Нижнего Новгорода.
Умер 5 (17) сентября 1882 года. Похоронен на кладбище села Филипповское — могила утрачена.